# Night Life (film 1927)
Night Life è un film muto del 1927 diretto da George Archainbaud.

## Trama
Max, un giocoliere, e il suo compagno Nick, dopo la guerra tornano a Vienna. La città, dopo la dissoluzione dell'impero, è povera e i suoi abitanti disperati. I due amici, per sopravvivere, devono passare sopra agli scrupoli della morale. Per non morire di fame, sono costretti a rubare. Max diventa un ladro professionista. Un giorno conosce Anna, una borseggiatrice. La porta al ristorante, poi al Prater. Dopo una serata passata insieme, i due giovani iniziano una storia d'amore. La ragazza, che ha trovato lavoro come cameriera in una birreria all'aperto, vede Max rubare una spilla e lo costringe a restituirla. Nick, convinto che Anna stia distruggendo l'amicizia che lo lega a Max, causa il suo arresto. Poi, però, torna sui suoi passi e si prende la colpa del crimine, lasciando che i due innamorati comincino la loro vita insieme.

## Produzione
Il film fu prodotto dalla Tiffany Productions.

### Cast
- Il capo degli investigatori è interpretato dall'arciduca Leopoldo Maria Alfonso d'Austria, Principe di Toscana (30 gennaio 1897–14 marzo 1958), uno dei dieci figli nati dal matrimonio tra Bianca di Borbone-Spagna e l'Arciduca Leopoldo Salvatore d'Austria.

## Distribuzione
Distribuito dalla Tiffany Productions, uscì nelle sale cinematografiche USA il 1º novembre 1927.